# ʻAisake Eke
ʻAisake Valu Eke – tongijski ekonomista i polityk. od 22 stycznia 2025 premier Tonga.

## Życiorys
Ukończył studia ekonomiczne na Uniwersytecie Południowego Pacyfiku w Suvie, zaś w 2013 otrzymał doktorat na Uniwersytecie Południowego Queenslandu w Toowoomba. W 2010 po raz pierwszy został wybrany do Zgromadzenia Ustawodawczego. W styczniu 2014 został powołany na stanowisko ministra finansów i planowania narodowego. W listopadzie tego samego roku został ponownie wybrany do parlamentu. 6 marca 2017 zrezygnował ze stanowiska ministra, w związku z wyrażeniem rządowi wotum nieufności przez Zgromadzenie Ustawodawcze. W przedterminowych wyborach parlamentarnych w 2017 nie uzyskał reelekcji parlamentarnej. Po kolejnych wyborach w 2021 (w których odzyskał mandat poselski), był jednym z trzech kandydatów na premiera. Ostatecznie, parlament wybrał na to stanowisko Siaosi Sovaleni'ego. 24 grudnia 2024, po rezygnacji Sovaleni'ego z dalszego kierowania gabinetem, ʻAisake Eke został wybrany przez Zgromadzenie Ustawodawcze na urząd premiera. Otrzymał wówczas 16 głosów, wobec 8 oddanych na jego kontrkandydata – ministra turystyki Viliami Latu.
22 stycznia 2025 Eke został oficjalnie powołany stanowisko szefa rządu przez króla Tupou VI.